# Lukas Eisenreich

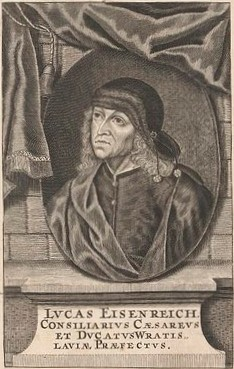
Lukas Eisenreich (Kupferstich durch Johann Benjamin Brühl, 1719)

Lukas Eisenreich (Vorname auch Lucas, Lucass; * 1430; † 6. Mai 1506) war Ratsmitglied und mehrmals Bürgermeister von Breslau sowie Landeshauptmann des böhmischen Fürstentums Breslau.

## Leben

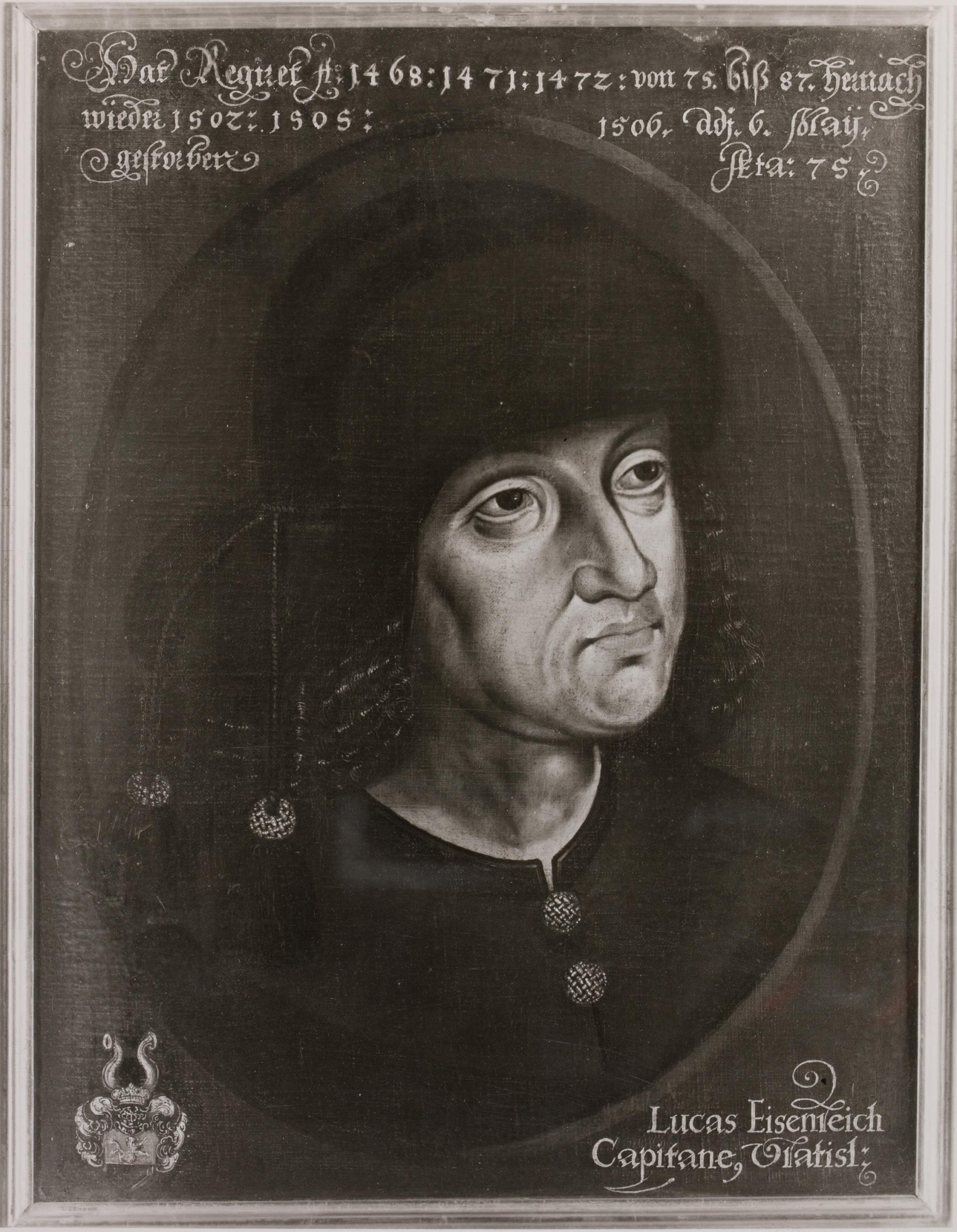
Lukas Eisenreich. (Mitte des 20. Jahrhunderts abfotografiertes Gemälde in der Universitätsbibliothek Warschau. Unten links Eisenreichs Wappen)

Lukas war der Sohn Conrads Eisenreich († 1464). Als seine Mutter ist verschiedentlich  Catharina von Poppelau angegeben, doch scheint eine Frau diesen Namens ausschließlich Lukas’ eigene Ehefrau gewesen zu sein, wie Oskar Pusch angesichts der verfügbaren Quellen erörterte. Dafür spricht z. B. das Poppelauer Wappen an seinem Epitaph. Conrad Eisenreich war nach 1420 während der Hussitenkriege aus Prag nach Breslau eingewandert. Seit 1442 war er in Breslau Ratsherr.
Lukas von Eisenreich war 1464–1487 und 1501–1506 Ratsherr und Ende des 15. Jahrhunderts auch Bürgermeister von Breslau sowie Landeshauptmann des Fürstentums Breslau. Dieses Amt übte er offenbar zur großen Zufriedenheit seiner Untertanen aus. Bereits 1466 stieg er zum Kämmerer auf.
Ebenfalls 1466 schickte er zusammen mit dem stellvertretenden Landeshauptmann Heinz Dompnig und Bischof Rudolf ein aus 1800 Reitern bestehendes Heer nach Olmütz, das dort den böhmischen (Gegen)-König Matthias Corvinus militärisch unterstützen sollte. Corvinus war im gleichen Jahr von Papst Pius II. zum Anführer im Kreuzzug gegen den päpstlich als abgesetzt erklärten „Hussiten-König“ Georg von Podiebrad, ernannt worden. Am 22. August 1468 verpflichtete Eisenreich die Stadt Breslau dem König Corvinus zur Heerfolge. Vor 1487 fiel er bei Corvinus vermutlich „in Ungnade“ und wurde des Amts als Landeshauptmann enthoben, dafür aber Königlicher Rat. Nachdem sich in Breslau – vermutlich wegen der 1468 geschlossenen Verpflichtung zur Heeresfolge – Widerstand gegen den König Corvinus bildete, wurde Eisenreichs vorheriger Stellvertreter und Nachfolger als Landeshauptmann Heinz Dompnig am 1. Juli 1490 vor dem Rathaus enthauptet. Vielleicht wurde Eisenreich deswegen nicht mehr zur Rechenschaft gezogen, weil er nicht mehr Landeshauptmann war.

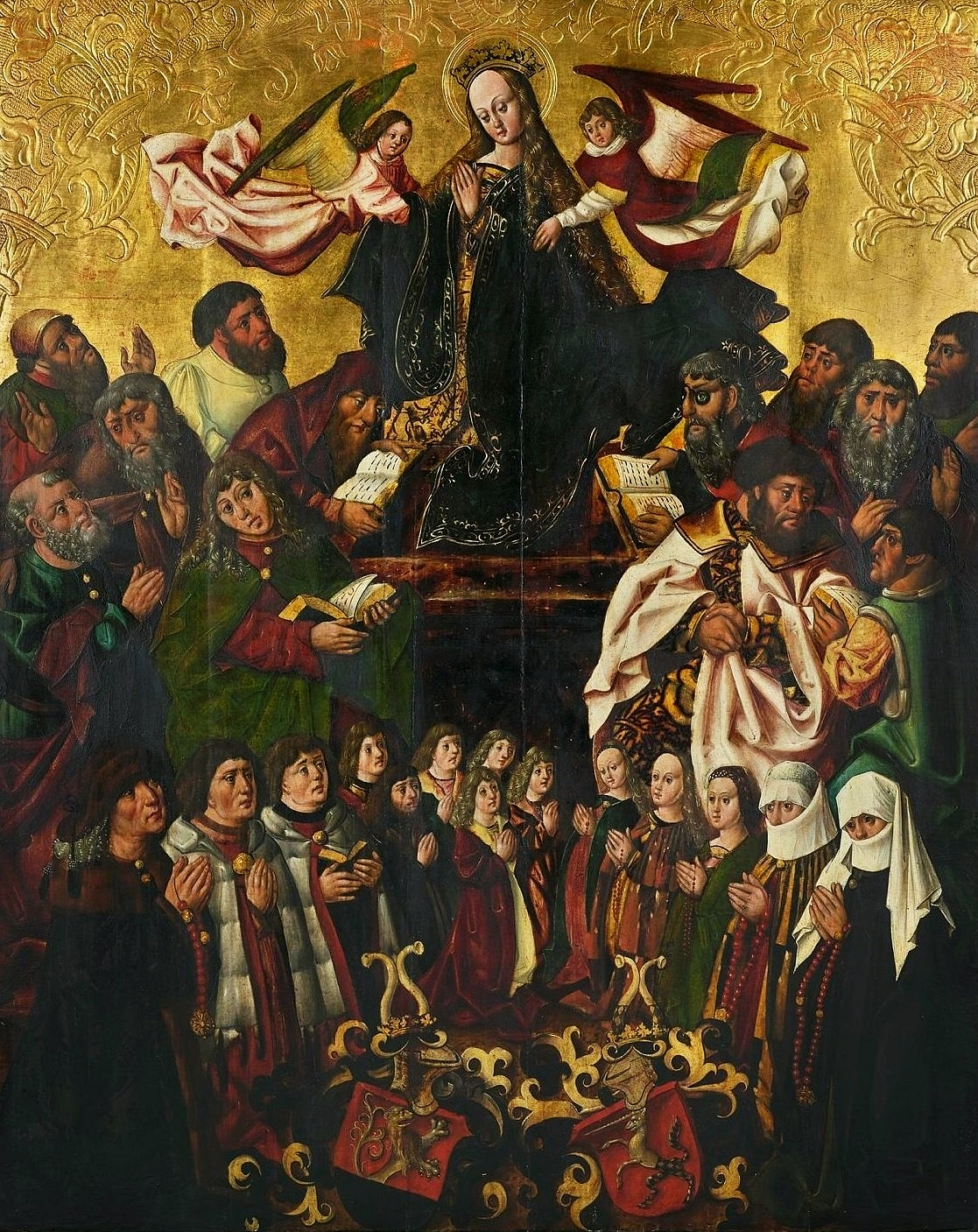
Epitaph in der Breslauer Elisabethkirche

Im Jahr 1506 wurde Lukas Eisenreich ein Epitaph geschaffen. Es besteht aus einer von mehreren bemalten Holztafeln, die die Geiselung Jesu darstellen und wurde in der Breslauer Elisabethkirche aufgestellt. Unten sind (heraldisch) rechts sein und links das Poppelauer (‚Poplauer‘) Wappen abgebildet. Eisenreich, der ‚Stifter‘ des Denkmals und seine Frau sind gemeinsam mit ihren 11 Kindern abgebildet. Eine Inschrift ganz unten am Denkmal ist auch dem Breslauer Bürger Jodocus Schüler († 4. Februar 1536) gewidmet und stammt wahrscheinlich aus dessen letztem Lebensjahr.

## Adelsgeschlechter Eisenreich
Dass das bayerische, nach Niederösterreich eingewanderte Adelsgeschlecht Eisenreich, das mit Carl Eisenreich und seinen Vettern Christoph Benno und Georg Wilhelm Eisenreich in den Freiherrenstand  erhoben wurde, Vorfahren bzw. Nachfahren der Patrizier Eisenreich gewesen wären, wurde zunächst behauptet und dem dann widersprochen. In einer wiederum eigenständigen Publikation wird zumindest ein gemeinsamer Ursprung als wahrscheinlich angesehen.

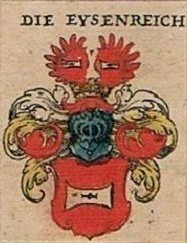
Wappen der Eisenreichs

Es führte im Wappen ein silbernes Mühleisen im roten Feld. Lukas Eisenreich führte ein davon abweichendes Wappen, wie auf einer Abbildung und dem Epitaph zu sehen ist.
Darüber hinaus gibt es ein im 18. Jahrhundert geadeltes, teilweise ritterliches Geschlecht Eisenreich aus Erding im Kurfürstentum Bayern mit zwei Eisenbarren im Wappen.